# Gonophallus trina
Gonophallus trina är en insektsart som beskrevs av Tsaur 1991. Gonophallus trina ingår i släktet Gonophallus och familjen kilstritar. Inga underarter finns listade i Catalogue of Life.